# Cama
En anatomia humana, la cama és el tercer segment del membre inferior o pelvià, compresa entre la cuixa i el peu. La cama s'articula amb la cuixa mitjançant el genoll i amb el peu mitjançant el turmell. La seva part posterior s'anomena panxell i l'anterior canyella.
En llenguatge comú, no científic, el terme cama denota la totalitat del membre inferior del cos humà.

## Ossosde la cama
- Ròtula
- Tíbia
- Peroné

## Músculsde la cama
- Grup muscular anterior
  - Tibial anterior
  - Extensor propi del dit gros
  - Extensor comú dels dits
  - Peroneal anterior
- Grup muscular extern
  - Peroneal lateral llarg
  - Peroneal lateral curt
- Grup muscular posterior
  - Popliti
  - Flexor llarg dels dits
  - Tibial posterior
  - Flexor llarg del dit gros
  - Tríceps sural: bessó intern, bessó extern, soli. El tríceps sural s'insereix al calcani mitjançant el tendó d'Aquil·les.
  - Plantar prim

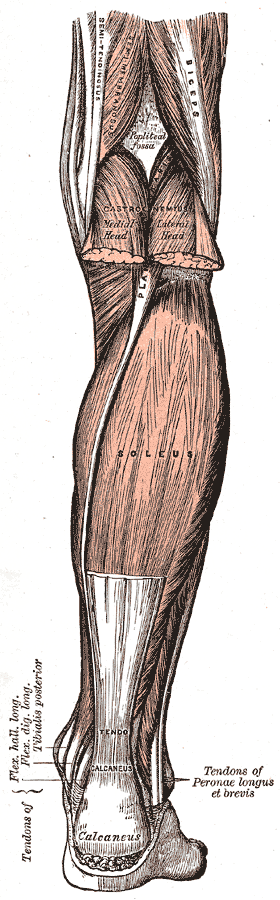
Músculs flexors superficials.
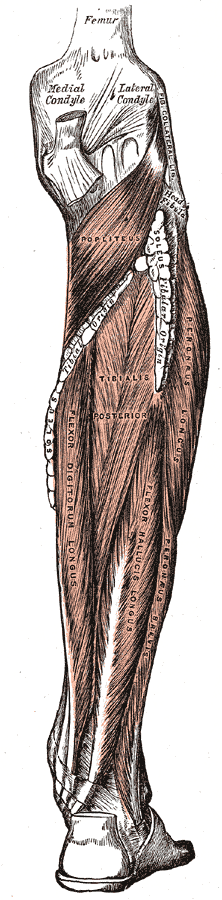
Músculs flexors profunds.
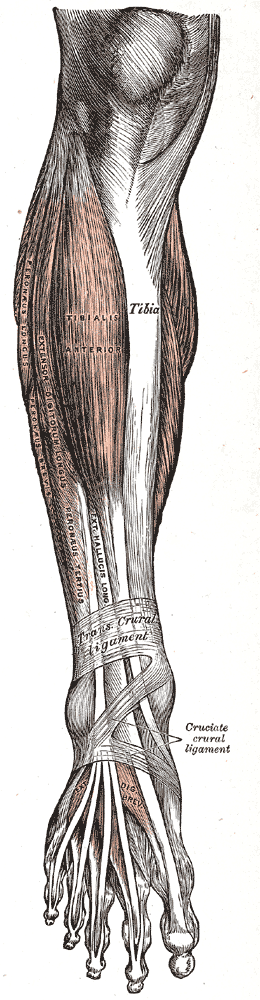
Músculs extensors.
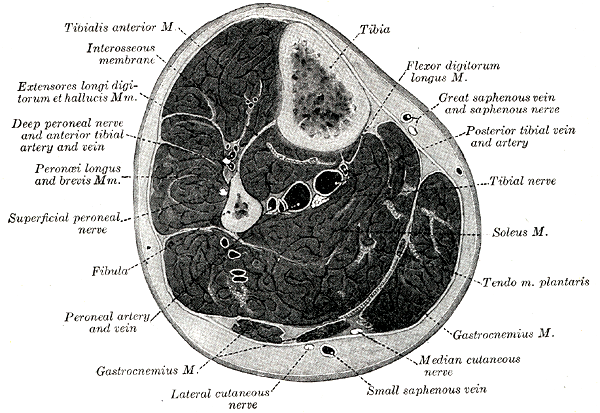
Tall transversal de la cama.

## Sistema vascular

### Artèries
- Artèria poplítia.
- Artèria tibial anterior.
- Tronc tibioperoneal.
  - Artèria peroneal.
  - Artèria tibial posterior.

### Venes
- Safena interna.
- Safena externa.